# Ernest Demuyter
Ernest Demuyter, né le 26 mars 1893 à Gand et mort à Ixelles le 7 février 1963, est un homme politique, aérostier et aviateur belge.

## Biographie
Ernest Antoine Joseph Paul Demuyter, né à Gand le 26 mars 1893, est le fils de Paul Demuyter et d'Ernestine Roeder. Il était marié avec Yvonne de Stassart. 
Il s’intéresse très jeune à l’aviation et à la navigation en ballon à gaz : il obtient dès 1910, à l’âge de dix-sept ans, sa licence d’aéronaute. Il suit des cours de pilotage d’avion dès 1912 à l’école De Brouckère et se voit octroyer le brevet civil belge de pilote d’avion n°57 le 30 juillet 1912. Il participe à la Coupe aéronautique Gordon Bennett dès 1912.
Pendant la guerre de 1914-1918, il est détaché par le gouvernement belge auprès de la marine française. Il y devient pilote de dirigeable en septembre 1917. Blessé deux fois, il est décoré de la Légion d'honneur. Il est réintégré à l’aviation militaire belge en 1917 en tant que pilote d’hydravion. Blessé au combat en 1918, il est retiré du front et finalement démobilisé le 30 septembre 1919.
Après la Première Guerre mondiale, il termine ses études et obtient une licence en sciences commerciales et maritimes à Athènes. Il reprend aussi ses vols en aérostat et remporte le trophée Gordon Bennett en 1920, 1922, 1923 et 1924. Ces trois victoires d’affilée valent l’attribution définitive du premier trophée à la Belgique. Ces succès sont obtenus à bord de ballons sphériques baptisés « Belgica ». Il remporte encore le XIe Grand prix des Sphériques de l’Aéro-club de France le 14 mai 1922. Le « Belgica for ever » de 600 m3 lui permet à nouveau de prendre la première place à la coupe Aumont Thiéville disputée en France.
Une souscription nationale orchestrée par le quotidien L'Étoile Belge permet à Ernest Demuyter de devenir le propriétaire du ballon SABCA immatriculé O-BBEF le 12 mars 1923. C’est avec ce dernier qu’il décroche, en juin 1924, le trophée Gordon Bennett en argent massif. C’est à bord du sphérique immatriculé OO-BFM lui appartenant qu’Ernest Demuyter triomphe à nouveau lors de la Coupe Gordon Bennett de 1935.
Il devient conseiller communal de Bruxelles en 1938. L'année suivante, il est élu député libéral de l'arrondissement de Bruxelles, succédant à Adolphe Max. Il remplit ce mandat jusqu'en 1963.
Pendant la Seconde Guerre mondiale, il est actif au sein du réseau de renseignements Tegal mais aussi dans la presse clandestine. En 1941, il est capturé puis relâché. Le 20 décembre 1943, les Allemands l'arrêtent de nouveau et le condamnent à mort le 27 août 1944. Le 2 septembre 1944, veille de la libération de Bruxelles, il fait partie des 1 500 détenus qui se trouvent dans le dernier train de prisonniers vers l'Allemagne (appelé le « train fantôme »). Grâce à l'intervention de plusieurs responsables ferroviaires, ce dernier train n'arrivera jamais à destination,.
À la suite de son décès à Ixelles le 7 février 1963, il est inhumé au cimetière de Bruxelles à Evere.

## Hommages et distinctions
En 1936, il reçoit le premier Trophée national du Mérite sportif en aérostation. 
L’Aéro-Club Royal de Belgique crée en 2018 le prix Ernest Demuyter, avec le soutien de la Fondation Albert et Lydia Demuyter.
Les distinctions suivantes lui ont été décernées :
- Grand officier de l'ordre de Léopold (Belgique) ;
- Officier de l'ordre de la Couronne (Belgique) ;
- Chevalier de la Légion d'honneur (France).

## Publications
- La navigation aérienne et les randonnées victorieuses du Belgica, Bruxelles, 1925
- Belgica, Ernest Demuyter, Éditions France-Empire, 1961